# Mustafa Amini
Mohammad Mustafa Amini Castillo (Sydney, 20 aprile 1993) è un calciatore australiano con passaporto afgano e nicaraguense, centrocampista svincolato.

## Biografia
Nato a Sydney, in Australia, da padre afghano e da madre originaria del Nicaragua, frequenta la Sherwood Grange Public School e la Westfields Sports High School mentre militava nell'Australian Institute of Sport.
Possiede il passaporto afgano e nicaraguense
Ha un taglio di capelli afro di colore rosso.

## Carriera

### Club

#### Gli esordi
Mustafa Amini inizia la sua carriera da calciatore nel 1999 quando, a soli sei anni, viene acquistato dal Dundas United dove milita fino al 2003 nella formazione pulcini. Sempre nel 2003 si trasferisce, per una sola stagione, al Greystanes Soccer Club per poi accasarsi ai Blacktown City Demons, dove milita per quattro anni compiendo tutta la trafila delle giovanili. Nel 2008 milita per tre mesi presso la New South Wales Institute of Sport e, trascorso questo arco di tempo, conclude la stagione calcistica militando nel Canberra City. Nel 2009 gioca per un'intera stagione tra le file dell'Australian Institute of Sport, dove mette in mostra tutte le sue doti calcistiche in netto rilievo, suscitando l'interesse dei maggiori club della A-League.

#### Central Coast Mariners
Nel 2010 viene acquistato, a soli diciassette anni, dal Central Coast Mariners dove compie il suo debutto da calciatore professionista: esordisce il 20 ottobre in occasione della partita di campionato con i Brisbane Roar. Rimedia la sua prima ammonizione, in carriera, il 4 dicembre durante il match di A-League contro il Sydney. Mette a segno la sua prima rete in carriera, da calciatore professionista, il 9 febbraio 2011 durante il match con il Gold Coast United. Conclude la sua prima stagione calcistica, tra i professionisti, con uno score di 23 partita ed una sola rete realizzata.

#### Borussia Dortmund
Durante la sessione estiva del calciomercato 2011, effettua un provino con il Borussia Dortmund che successivamente decide di acquistare il cartellino del calciatore australiano per poi lasciarlo in prestito per un'ulteriore stagione tra le file del Central Coast Marines, in modo che possa partecipare alla fase a gironi della Champions League asiatica del 2012.
Concluso il prestito, il calciatore fa ritorno al Borussia Dortmund.
Nel 2015 viene acquistato dal Randers FC e colleziona sedici presenze senza segnare nessun gol.
Nell'estate 2016 viene ceduto all'Aarhus Gymnastikforening.

### Nazionale
Tra il 2009 e il 2010 partecipa a due amichevoli con l'Under-17 prima di giocare ulteriori due partite con l'Under-23, dove realizza anche una rete.
Nel 2011 partecipa, con la nazionale australiana Under-20, al campionato mondiale di calcio Under-20 dell'anno in corso. Debutta il 31 luglio in occasione della partita giocata a Manizales contro i pari età dell'Ecuador. Conclude il torneo con tre presenze all'attivo e nessuna rete segnata.

## Statistiche

### Presenze e reti nei club
Statistiche aggiornate al 28 dicembre 2024.
| Stagione                      | Squadra                       | Campionato                    | Campionato | Campionato | Coppe nazionali | Coppe nazionali | Coppe nazionali | Coppe continentali | Coppe continentali | Coppe continentali | Altre coppe | Altre coppe | Altre coppe | Totale | Totale |
| Stagione                      | Squadra                       | Comp                          | Pres       | Reti       | Comp            | Pres            | Reti            | Comp               | Pres               | Reti               | Comp        | Pres        | Reti        | Pres   | Reti   |
| ----------------------------- | ----------------------------- | ----------------------------- | ---------- | ---------- | --------------- | --------------- | --------------- | ------------------ | ------------------ | ------------------ | ----------- | ----------- | ----------- | ------ | ------ |
| 2010-2011                     | Central Coast Mariners        | AL                            | 23         | 1          | CA              | 2               | 2               |                    | -                  | -                  |             | -           | -           | 25     | 3      |
| 2011-2012                     | Central Coast Mariners        | AL                            | 28         | 4          | CA              | 3               | 2               | AFC                | 4                  | 2                  |             | -           | -           | 35     | 8      |
| Totale Central Coast Mariners | Totale Central Coast Mariners | Totale Central Coast Mariners | 51         | 5          |                 | 5               | 4               |                    | 4                  | 2                  |             | -           | -           | 60     | 11     |
| 2012-2013                     | Borussia Dortmund II          | 3L                            | 14         | 0          | -               | -               | -               |                    | -                  | -                  |             | -           | -           | 14     | 0      |
| 2013-2014                     | Borussia Dortmund II          | 3L                            | 20         | 4          | -               | -               | -               |                    | -                  | -                  |             | -           | -           | 20     | 4      |
| 2014-2015                     | Borussia Dortmund II          | 3L                            | 18         | 2          | -               | -               | -               |                    | -                  | -                  |             | -           | -           | 18     | 2      |
| Totale Borussia Dortmund II   | Totale Borussia Dortmund II   | Totale Borussia Dortmund II   | 52         | 6          | -               | -               | -               | -                  | -                  | -                  | -           | -           | -           | 52     | 6      |
| 2015-2016                     | Randers FC                    | SL                            | 29         | 0          | CD              | 3               | 0               | UEL                | 4                  | 1                  | -           | -           | -           | 36     | 1      |
| 2016-2017                     | Aarhus                        | SL                            | 29+10      | 5+0        | CD              | 3               | 0               |                    | -                  | -                  |             | -           | -           | 42     | 5      |
| 2017-2018                     | Aarhus                        | SL                            | 25+6       | 0+1        | CD              | 1               | 0               |                    | -                  | -                  |             | -           | -           | 32     | 1      |
| 2018-2019                     | Aarhus                        | SL                            | 23+8       | 1+1        | CD              | 2               | 2               |                    | -                  | -                  |             | -           | -           | 33     | 4      |
| 2019-2020                     | Aarhus                        | SL                            | 22+3       | 2+0        | CD              | 2               | 0               |                    | -                  | -                  |             | -           | -           | 27     | 2      |
| 2020- gen. 2021               | Aarhus                        | SL                            | 0          | 0          | CD              | 0               | 0               |                    | -                  | -                  |             | -           | -           | 0      | 0      |
| Totale Aarhus                 | Totale Aarhus                 | Totale Aarhus                 | 126        | 10         |                 | 8               | 2               |                    | 0                  | 0                  |             | 0           | 0           | 134    | 12     |
| set.-dic. 2021                | PAEEK Kerynias                | A                             | 0          | 0          | CC              | 0               | 0               |                    | -                  | -                  |             | -           | -           | 0      | 0      |
| gen.-giu. 2022                | Sydney FC                     | AL                            | 17         | 1          | CA              | 0               | 0               | ACL                | 7                  | 0                  |             | -           | -           | 24     | 1      |
| 2022-2023                     | Perth Glory                   | AL                            | 19         | 0          | CA              | 0               | 0               |                    | -                  | -                  |             | -           | -           | 19     | 0      |
| 2023-2024                     | Perth Glory                   | AL                            | 17         | 2          | CA              | 0               | 0               |                    | -                  | -                  |             | -           | -           | 17     | 2      |
| 2024-2025                     | Perth Glory                   | AL                            | 0          | 0          | CA              | 0               | 0               |                    | -                  | -                  |             | -           | -           | 0      | 0      |
| Totale Perth Glory            | Totale Perth Glory            | Totale Perth Glory            | 36         | 2          |                 | 0               | 0               |                    | 0                  | 0                  |             |             |             | 36     | 2      |
| Totale carriera               | Totale carriera               | Totale carriera               | 139        | 13         |                 | 9               | 4               |                    | 8                  | 3                  | -           | -           | -           | 156    | 20     |

### Cronologia presenze e reti in nazionale
| Cronologia completa delle presenze e delle reti in nazionale ― Australia | Cronologia completa delle presenze e delle reti in nazionale ― Australia | Cronologia completa delle presenze e delle reti in nazionale ― Australia | Cronologia completa delle presenze e delle reti in nazionale ― Australia | Cronologia completa delle presenze e delle reti in nazionale ― Australia | Cronologia completa delle presenze e delle reti in nazionale ― Australia | Cronologia completa delle presenze e delle reti in nazionale ― Australia | Cronologia completa delle presenze e delle reti in nazionale ― Australia |
| Data                                                                     | Città                                                                    | In casa                                                                  | Risultato                                                                | Ospiti                                                                   | Competizione                                                             | Reti                                                                     | Note                                                                     |
| ------------------------------------------------------------------------ | ------------------------------------------------------------------------ | ------------------------------------------------------------------------ | ------------------------------------------------------------------------ | ------------------------------------------------------------------------ | ------------------------------------------------------------------------ | ------------------------------------------------------------------------ | ------------------------------------------------------------------------ |
| 28-3-2017                                                                | Sydney                                                                   | Australia                                                                | 2 – 0                                                                    | Emirati Arabi Uniti                                                      | Qual. Mondiali 2018                                                      | -                                                                        | 89’                                                                      |
| 31-8-2017                                                                | Saitama                                                                  | Giappone                                                                 | 2 – 0                                                                    | Australia                                                                | Qual. Mondiali 2018                                                      | -                                                                        | 86’                                                                      |
| 15-10-2018                                                               | Al Kuwait                                                                | Kuwait                                                                   | 0 – 4                                                                    | Australia                                                                | Amichevole                                                               | -                                                                        | 76’                                                                      |
| 20-11-2018                                                               | Sydney                                                                   | Australia                                                                | 3 – 0                                                                    | Libano                                                                   | Amichevole                                                               | -                                                                        | 74’                                                                      |
| 30-12-2018                                                               | Dubai                                                                    | Oman                                                                     | 0 – 5                                                                    | Australia                                                                | Amichevole                                                               | -                                                                        | 64’                                                                      |
| 6-6-2019                                                                 | Pusan                                                                    | Corea del Sud                                                            | 1 – 0                                                                    | Australia                                                                | Amichevole                                                               | -                                                                        | 60’                                                                      |
| 10-9-2019                                                                | Al Kuwait                                                                | Kuwait                                                                   | 0 – 3                                                                    | Australia                                                                | Qual. Mondiali 2022                                                      | -                                                                        | 82’                                                                      |
| 15-10-2019                                                               | Kaohsiung                                                                | Taipei cinese                                                            | 1 – 7                                                                    | Australia                                                                | Qual. Mondiali 2022                                                      | -                                                                        | 62’                                                                      |
| Totale                                                                   |                                                                          | Presenze                                                                 | 8                                                                        |                                                                          | Reti                                                                     | 0                                                                        |                                                                          |